# Conca de Barberà

Comarca Conca de Barberà

Conca de Barberà este o comarcă, din provincia Tarragona în regiunea Catalonia (Spania).
1. ↑  Origen dels noms geogràfics de Catalunya[*], p. 58 Verificați valoarea |titlelink= (ajutor)
2. ↑   http://sac.gencat.cat/sacgencat/AppJava/organisme_fitxa.jsp?codi=2000509 Lipsește sau este vid: |title= (ajutor)
3. ↑   http://www.idescat.cat/pub/?id=aec&n=203 Lipsește sau este vid: |title= (ajutor)